# سرگردان (آلبوم کت پاور)
سرگردان (به انگلیسی: Wanderer) آلبومی از موسیقی‌دان اهل ایالات متحده آمریکا کت پاور است، که در ۵ اکتبر ۲۰۱۸ به‌صورت جهانی منتشر شد.